# Euphorbia equisetiformis
Euphorbia equisetiformis là một loài thực vật có hoa trong họ Đại kích. Loài này được A.Stewart mô tả khoa học đầu tiên năm 1911.